# تپه قلعه کش (گلوگاه)
تپه قلعه کش مربوط به دوره ساسانیان است و در شهرستان گلوگاه، بخش مرکزی، ۵۰۰ متری شمال شهر گلوگاه، جنب رودخانه واقع شده و این اثر در تاریخ ۲۶ اسفند ۱۳۸۶ با شمارهٔ ثبت ۲۲۰۲۳ به‌عنوان یکی از آثار ملی ایران به ثبت رسیده است.